# DMX (rapper)
Earl Simmons (n. 18 decembrie 1970, Mount Vernon⁠(d), New York, SUA – d. 9 aprilie 2021, White Plains, New York, SUA), cel mai bine cunoscut după numele său de scenă DMX (de asemenea cunoscut ca Dog Man X și Dark Man X), a fost un rapper și actor american. În 1999, a lansat cel mai bine vândut album al său,  ...And Then There Was X, care includea hitul  „Party Up (Up in Here)”. A apărut în mai multe filme, cum ar fi Belly, Romeo Must Die, Exit Wounds, Cradle 2 the Grave și Last Hour. În 2006, el a jucat în serialul Reality TV DMX: Soul of a Man, care a fost difuzat, în principal, pe rețeaua de televiziune prin cablu BET. În anul 2003, DMX a publicat o carte de memorii intitulată E.A.R.L.: The Autobiography of DMX.
În 2 aprilie 2021, în jurul orei 11, a fost dus de urgență la spital, după ce suferise un atac de cord cauzat de o supradoză. În 9 aprilie, rapperul a decedat la vârsta de 50 de ani.